# Bjuvmordet
Bjuvmordet begicks den 20 november 1994 i Bjuv i Sverige vid grundskolan Varagårdsskolan, där en 16-åring och en 17-åring mördade en 15-årig kamrat. Mordet fick stor uppmärksamhet i media, och kopplades till rollspel och videovåld. Den ansvarige utgivaren på Nordvästra Skånes Tidningar var orolig för att "underhållningsvåldet" hade spritt sig och publicerade t.o.m. bilder på pojkens livlösa kropp.
Båda gärningsmännen dömdes till sex års fängelse var, vilket gjorde gärningsmännen till de personer i Sverige under 18 år som dömts till strängast straff.

### Fotnoter
1. ↑  https://www.svt.se/nyheter/lokalt/helsingborg/25-ar-sedan-skolgardsmordet-i-bjuv-vannen-talar-ut
2. ↑  https://www.svd.se/drakar-och-demoner-flyger-igen
3. ↑  Fredrik Lassen (25 februari 2007). ”Att bota ondskan”. Göteborgs universitet. http://sverigesradio.se/diverse/appdata/isidor/files/2792/4192.pdf. Läst 5 februari 2014.